# 上野才寿丸
上野 才寿丸（うえの、さいじゅまる）は、室町時代から戦国時代にかけての武士。室町幕府の外様衆あるいは御供衆。

## 概要
才寿丸は「上野上総」の猶子であり、始めに右馬助を名乗ったという。上野上総とは、「披露事記録」天文8年（1537年）6月7日条によると、一色上野直政の子で一色上総介とも呼ばれ、明応年間（1492年〜1502年）には奉公衆・五番衆であった。上総介を名乗った一色氏には、一色有義がいる。
永正年間（1504年〜1521年）に活動した。木下聡は、「披露事記録」の御供衆・一色上野刑部少輔と同一人物であり、記録上では外様衆とされているものの、実際には御供衆であったと推定している。上野刑部少輔を名乗る人物として、『東山殿時代大名外様附』には足利義政の申次を務めた上野政直が見える。
同族と見られる人物に上野与八郎・一色又三郎（後に秋成）兄弟がいる。2人はともに足利義輝の御部屋衆を務めている。